# IC 4859
IC 4859 је спирална галаксија у сазвјежђу Паун која се налази на листи објеката дубоког неба у Индекс каталогу.
Деклинација објекта је - 66° 18' 49" а ректасцензија 19h 30m 46,7s. Привидна величина (магнитуда) објекта IC 4859 износи 14,0 а фотографска магнитуда 14,8. IC 4859 је још познат и под ознакама ESO 104-58, IRAS 19258-6625, PGC 63302.